# چهار نیرو
چهار نیرو مفهومی در فیزیک است. پس از شکل گرفتن نظریهٔ نسبیت ،بُردار چهار نیرو جایگزین بُردارِ سه نیروی فیزیک کلاسیک شد، چرا که در نظریهٔ نسبیت زمان هم یک بُعد از فضا محسوب شده‌است.

## در فیزیک کلاسیک
بردار نیرو در فیزیک کلاسیک در سه بعد (x, y, z) نمایش داده می‌شود، که معادل همان مشتق تکانه سه بعدی بر حسب زمان است:
{\displaystyle {\bf {f}}={\frac {d{\bf {p}}}{dt}}}

## در نظریه نسبیت خاص
بردار چهار نیرو در نظریه نسبیت خاص چهار بعدی است (چرا که در سرعت‌های نسبیتی زمان هم یک بعد از فضا محسوب می‌شود.) و معادل نرخ تغییر (مشتق) چهار تکانه بر حسب زمان ذره است:
{\displaystyle F^{\mu }={\frac {dp^{\mu }}{d\tau }}}
(در نظریه نسبیت حرف یونانی μ مشخصه چهار بعد است.)

## نکته در خصوص زمان
زمانی که ذره‌ای با سرعت بالا حرکت کند (در واقع سرعت هایی نزدیک به سرعت نور) زمان ذره (که با {\displaystyle \tau } نمایش داده می‌شود) با زمان ناظر ساکن به دلیل وجود عامل لورنتس متفاوت است.
اما در سرعت‌های کم این تفاوت قابل چشم پوشی است به همین جهت در مشتق گیری برای سرعت‌های نسبیتی از زمان ذره استفاده می‌شود.
- {\displaystyle c^{2}d\tau ^{2}=c^{2}dt^{2}-d{\bf {x}}\cdot d{\bf {x}}}
- {\displaystyle d\tau =dt\gamma ^{-1}}
- {\displaystyle \gamma \geq 1}

## معادله چهار تکانه و چهار سرعت
برای ذره‌ای با جرم ثابت و ناوردای {\displaystyle m>0}
بردار چهار تکانه برابر است با: {\displaystyle {\bf {P}}=m{\bf {U}}}
که در آن {\displaystyle {\bf {U}}=\gamma (c,{\bf {u)}}}
بردار چهار سرعت است.
(نکته: اخیراً در کشورهای انگلیسی زبان از حروف بزرگ برای چهار بردار و حروف کوچک برای سه بردار استفاده می‌شود بجای علائم یونانی، البته باید به این نکته هم توجه کرد که این روش مخصوص فیزیکدانان حرفه ای است و در آماتورها ممکن است موجب سردرگمی شود.)

## معادله چهار نیرو و چهار شتاب
با توجه به معادلات بالا برای بردار چهار نیرو داریم:
{\displaystyle {\bf {F}}=m{\frac {d{\bf {U}}}{d\tau }}=m{\bf {A}}}
که در آن 
{\displaystyle {\bf {A}}={\frac {d{\bf {U}}}{d\tau }}} بردار چهار شتاب است.
با این روش ما میتوانیم معادله چهار نیرو را مشابه با قانون دوم نیوتن بدست آوریم:
- {\displaystyle {\bf {F}}=m{\bf {A}}=\gamma ({\frac {\bf {f\cdot u}}{c}},{\bf {f)}}}

(نکته: در سرعت‌های کم این معادله به صورت اتوماتیک به قانون دوم نیوتن تبدیل می‌شود.)

## جزئیات معادله چهار نیرو
در معادله چهار نیرو دو بخش مجزا وجود دارد بخش نیرو و بخش توان، بخش نیرو برابر است با:
```

  

    

      

        

          

            
f

          

        

        
=

        

          

            

              
d

              

                

                  
p

                

              

            

            

              
d

              
t

            

          

        

        
=

        

          

            
d

            

              
d

              
t

            

          

        

        
(

        
m

        
γ

        

          

            
u

            
)

          

        

      

    

    
{\displaystyle {\bf {f}}={\frac {d{\bf {p}}}{dt}}={\frac {d}{dt}}(m\gamma {\bf {u)}}}

  

```

و بخش توان برابر است با:
{\displaystyle P={\bf {f\cdot u}}={\frac {dE}{dt}}={\frac {d}{dt}}(m\gamma c^{2})}
در اینجا {\displaystyle {\bf {u,p,f}}} بردار سه بعدی هستند که به ترتیب نشاندهنده سرعت ذره، تکانه ذره و نیروی وارد بر آن هستند.

## در نظریه نسبیت عام
در نظریه نسبیت عام چهار نیرو مشابه چهار نیرو در نظریه نسبیت خاص است، با این تفاوت که در نسبیت عام چهار نیرو به چهار تکانه هم مرتبط است به دلیل استفاده کردن از مشتق هموردا نسبت به زمان ذره:
- {\displaystyle F^{\mu }={\frac {DP^{\mu }}{d\tau }}={\frac {dP^{\mu }}{d\tau }}+\Gamma _{\alpha \beta }^{\mu }P^{\alpha }U^{\beta }}
- {\displaystyle F^{\mu }=mA^{\mu }}
- {\displaystyle A^{\mu }={\frac {DU^{\mu }}{d\tau }}={\frac {dU^{\mu }}{d\tau }}+\Gamma _{\alpha \beta }^{\mu }U^{\alpha }U^{\beta }}

## جزئیات معادله چهار نیرو در نسبیت عام
در نظریه نسبیت عام از مشتق هموردا {\displaystyle {\frac {D}{d\tau }}} استفاده می‌شود که در آن حرف انگلیسی D بزرگ در صورت و d کوچک در مخرج (نسبت به زمان ذره) مورد استفاده قرار می‌گیرد. همچنین در مشتق گیری همورا نماد کریستوفل هم ظاهر می‌شود که نشان دهنده خمیدگی فضا و زمان است.
(نکته: در نظریه نسبیت عام گرانش نیرو نیست، بلکه خمیدگی فضا-زمان ناشی از حضور ماده است، پس نیروی گرانش در فیزیک کلاسیک یک نیروی مجازی ناشی از خمیدگی فضا زمان است و نه یک نیروی واقعی.)

## در مکانیک سیالات نسبیتی و شبه-سیالات نجومی
معادله چهار نیرو در مکانیک سیالات نسبیتی (که مربوط به شبه-سیالات در رشته نجوم و سیال‌های نسبیتی است.) مشابه معادله چهار نیرو در نسبیت عام است با این تفاوت که مشتق نه تنها هموردا است بلکه مشتق کل هم هست (که مشتق گیری مخصوص مکانیک سیالات است.)
```

```